# Shella Devi Aulia
Shella Devi Aulia (* 4. Juli 1994 in Bekasi) ist eine indonesische Badmintonspielerin. 

## Karriere
Shella Devi Aulia gewann bei der Badminton-Juniorenweltmeisterschaft 2011 Silber im Damendoppel mit Anggia Shitta Awanda. Im Viertelfinale stand sie bei den Malaysia International 2011, den Indonesia International 2011, den Vietnam International 2012 und dem Indonesia Open Grand Prix Gold 2012.

## Referenzen
- Profil bei badmintonindonesia.org
- tournamentsoftware.com

| Personendaten    | Personendaten                   |
| ---------------- | ------------------------------- |
| NAME             | Aulia, Shella Devi              |
| KURZBESCHREIBUNG | indonesische Badmintonspielerin |
| GEBURTSDATUM     | 4. Juli 1994                    |
| GEBURTSORT       | Bekasi                          |